# Monumentale
Monumentale is een metrostation in de Italiaanse stad Milaan dat werd geopend op 11 oktober 2015 en wordt bediend door lijn 5 van de metro van Milaan.

## Geschiedenis
Het tracé onder het voorplein van de Milanese begraafplaats, de cimitero monumentale, was al opgenomen in het metroplan van 1952. Destijds zou dit onderdeel worden van lijn 4 met grootprofiel metro's die San Donato en Linate met de westelijke woonwijken zou verbinden. De bouw van het metronet begon in 1957 en eind jaren 70 kwam de tweede lijn stapsgewijs in bedrijf. In de praktijk bleek dat de vele overstappers tussen trein en metro moeilijk verwerkt konden worden zodat nog tijdens de bouw van lijn 3 werd besloten om, naar voorbeeld van de Duitse S-bahnen en de RER in Parijs, een tunnel, de Passante Ferroviario, te bouwen zodat de forensen zonder overstappen naar het centrum kunnen reizen. De passante volgt ten oosten van Garibaldi FS goeddeels het voor lijn 4 voorgestelde tracé zodat deze vooralsnog niet werd gebouwd. In 2004 was de passante gereed en een jaar later werd een heel nieuw tracé voor lijn 4 vastgelegd. Het tracé ten westen van Garibaldi FS bleef wel op het verlanglijstje en in november 2006 werd besloten om Monumentale op de metro aan te sluiten, nu als onderdeel van lijn 5. De bouw begon op 22 november 2010 en op 19 maart 2012 begonnen de tunnelboormachines vanuit de startschacht bij Monumentale aan hun karwei in westelijke richting. Aanvankelijk zou het station een eilandperron krijgen dat ook in ruwbouw is gebouwd. Tijdens de bouw werd besloten tot het gebruik van zijperrons die in verband met de inzet van onbemande metrostellen werden voorzien van perrondeuren. Tussen Garibaldi FS en Monumentale wordt het in 1952 voorgestelde tracé gevolgd, ten westen van Monumentale wordt echter niet de kortste weg naar de Corso Sempione gevolgd maar via Cenisio naar Domodossola FN. In verband met de Expo 2015 werd het deel tussen Garibaldi FS en San Siro Stadio in april 2015 geopend. De stations onderweg werden geopend zodra ze gereed waren voor gebruik, hierdoor was Monumentale op 11 oktober 2015 het een na laatste dat open ging voor het publiek.       